# Elul
Elul (אלול, ebraică standart: elul, ebraică tiberiană: 'ʾĕlûl: din limba akkadiană: elūlu) este cea de-a douăsprezecea lună a anului ecleziastic și a șasea lună a anului civil în calendarul ebraic. Este o lună de vară de 29 de zile.
Luna Elul este o perioadă de pocăință în pregătirea marilor sărbători ebraice Roș Hașana și Yom Kippur.

## Perioadă (5761–5860)
| Durata anului | Începutul lunii (calendar gregorian) | Sfârșitul lunii (calendar gregorian) |
| ------------- | ------------------------------------ | ------------------------------------ |
| 353 de zile   | 6 august–23 august                   | 4 septembrie–21 septembrie           |
| 354 de zile   | 6 august–25 august                   | 4 septembrie–23 septembrie           |
| 355 de zile   | 7 august–25 august                   | 5 septembrie–23 septembrie           |
| 383 de zile   | 25 august–4 septembrie               | 23 septembrie–3 octombrie            |
| 384 de zile   | 27 august–4 septembrie               | 25 septembrie–3 octombrie            |
| 385 de zile   | 26 august–5 septembrie               | 24 septembrie–4 octombrie            |

## Sărbători înElul
| Zi/Zile | Celebrarea            | Notă                                                                     |
| ------- | --------------------- | ------------------------------------------------------------------------ |
| 2       | Selichot Adot Mizrach | Când 2 Elul are loc într-o șabat, este amânată pentru duminică (3 Elul). |